# 莫韻諰
莫韻諰（英語：Vincy Mok Wan Sze，1997年12月7日—），香港無綫電視女藝員，2021年度香港小姐競選十二強佳麗，臻世娛樂女藝員，以及無綫電視經理人合約藝員。

## 簡歷
莫韻諰出生於香港。莫韻諰畢業於加拿大西安大略大學，做模特兒。2021年，莫韻諰參加2021年香港小姐競選，入到12強後為止。莫韻諰落選後，她加入無綫電視做個女藝員。
2025年，莫韻諰加入臻世娛樂成為女藝員。

## 演出

### 電視劇
| 首播     | 劇名           | 角色                                      |
| 無綫電視 |                |                                           |
| 2022年   | 《回歸》       | 侍應（第7集） Fanny助手（第12－13、15集） |
| 2023年   | 《新四十二章》 | 觀眾（第4、8集）                          |
| 2023年   | 《法言人》     | （第16集）                                |
| 2024年   | 《黑色月光》   | 杜思敏（第2集）                           |
| 2025年   | 《虛擬情人》   | 店員（第4集）                             |
| 未播     | 《香港重案》   | 私影模特兒                                |

### 節目主持
| 首播        | 節目名     |
| 無綫電視    |            |
| 2022-2023年 | 《藝文誌》 |

### 節目演出
| 首播     | 節目名                   | 性質         |
| 無綫電視 |                          |              |
| 2021年   | 《2021香港小姐競選決賽》 | 總決賽佳麗   |
| 2022年   | 《全城一叮》             | 參賽者       |
| 2022年   | 《思家大戰》             | 第37集嘉賓   |
| 2022年   | 《香港小姐再競選》       | 最後十強佳麗 |
| 2022年   | 《全能司儀選拔大賽2022》 | 演出         |

## 出面網頁
- 2021香港小姐競選佳麗檔案 - 18號 莫韻諰 Vincy Mok
- 莫韻諰 TVB資料
- 莫韻諰的Instagram帳戶